# HMS Ajax (1912)
HMS Ajax (ЕВК «Аякс») — последний в серии из 4-х британских линкоров типа "Кинг Джордж V". Был заложен как линкор новой серии дредноутного класса, принимал участие в Ютландском Сражении в 1916 году, в 1919 году действовал в Средиземном и Чёрном морях, прежде чем был списан в 1924 году.

## Строительство
ЕВК «Аякс» был заказан по программе строительства флота на 1910 год. Линкор был построен Судостроительной фирмой Скоттса, на верфи в Гриноке на реке Клайд, он был заложен 27 февраля 1911 года и спущен на воду 21 марта 1912 года. После вступления в строй 31 октября 1913 года приписан ко 2-му подразделению Гранд Флита.